# 地蔵院 (高槻市)
地蔵院（じぞういん）は大阪府高槻市にある真言宗大覚寺派の仏教寺院。山号は峰尾山。本尊は地蔵菩薩。摂津国八十八箇所第四十八番札所。

## 歴史
創建は不詳であるが、寺伝では天平年間（729-749年）に行基が創建したと伝えられている。その後火災に遭い寺伝や堂宇などを焼失したが、慶長年間（1596-1615年）に槇尾の明忍和尚が真言律宗として再興。その後の寛文7年（1667年）に教存律師（きょうぞんりっし）により堂宇などが造営され、これが中興とされている。幕末に40年ほど無住職の状態が続き荒れていたが、明治2年に実玄和尚が入山し、大修理が加えられている。現在の本堂は1987年（昭和62年）に改築されたものである。

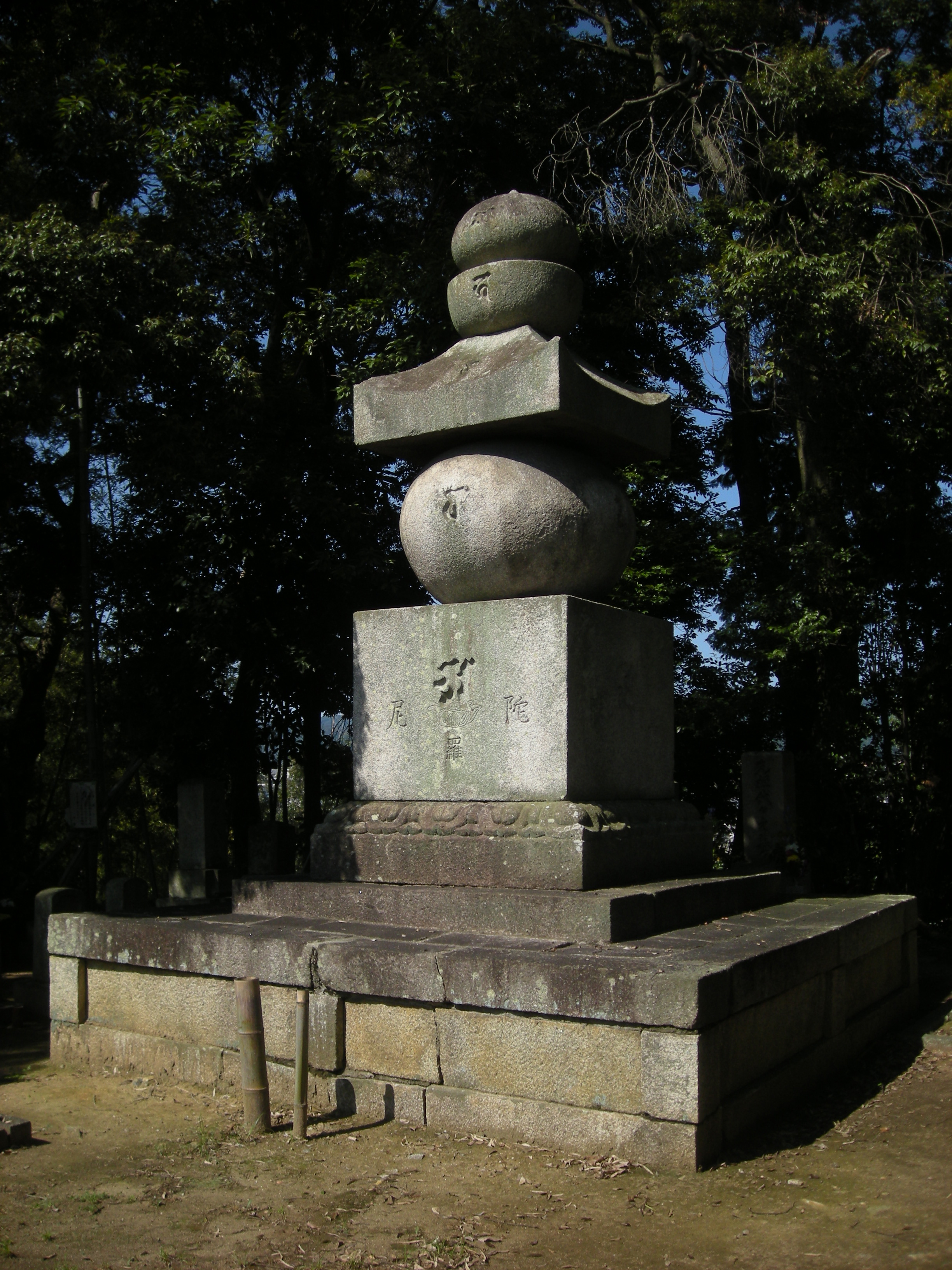
尊勝院ダラニ塔

高台にある境内には300体あまりの地蔵が安置され、周辺は「地蔵院樹林保護地区」として9,517.99m2が高槻市の樹林保護地区に指定されている（1987年〈昭和62年〉4月1日告示）。地蔵院の本堂裏手の墓地には、尊勝院ダラニ塔という高さ4.8mの五輪塔が立っている。言い伝えによると、ある高僧がこの地で念仏三昧唱えたまま遷化したことを慕い建立されたと言われている。

## 交通アクセス
- JR高槻駅北口より高槻市営バス「上の口」「原大橋」「樫田校前」「寺谷町」行き、「真上南」バス停より徒歩10分。